# Žiga Kastrevec
Žiga Kastrevec, slovenski nogometaš, * 25. februar 1994, Novo mesto.
Kastrevec je profesionalni nogometaš, ki igra na položaju napadalca. Od leta 2022 je član slovenskega kluba Trebnje. Ped tem je igral za slovenska kluba Krko in Belo Krajino, španski Getafe B in malteški St. Andrews. Skupno je v prvi slovenski ligi odigral 76 tekem in dosegel 12 golov, v drugi slovenski ligi pa 114 tekem in 18 golov. Bil je tudi član slovenske reprezentance do 18 in 21 let.